# Godliver Businge
Godliver Businge (sinh k. 1987) là một Uganda kỹ sư xây dựng và đầu công nghệ huấn luyện viên cho Initiative nước của toàn cầu phụ nữ.
Lớn lên, Businge nhớ lại thường mang theo một chiếc jerrycan 20 lít trên đầu. Sau khi tốt nghiệp trung học và cái chết của chị gái và cha cô, Businge đăng ký vào Đại học Nông thôn Châu Phi. Nhận ra mình muốn trở thành kỹ sư, cô chuyển sang Học viện đào tạo phát triển nông thôn ở Uganda. Cô chọn ngành xây dựng là chuyên ngành của mình, học đặt gạch và bê tông, cơ khí, mộc, mộc, gia công kim loại và chế tạo. Cô đã nhận được học bổng từ URDT, làm việc bán thời gian trong xưởng kim loại và giành chiến thắng trong cuộc thi thiết kế nhà vào năm 2009 cho Tầm nhìn của Nhật Bản năm 2035. Cô tốt nghiệp chương trình sau đó theo học tại Học viện Kỹ thuật St Joseph ở Kisubi, Uganda. Năm 2011, cô đã thành lập hai nhà máy thủy điện pico ở Kagadi. Cô đã lấy được bằng kỹ sư dân dụng vào năm 2012, tốt nghiệp đứng đầu lớp và có bài phát biểu bắt đầu. Sau khi tốt nghiệp, cô đã từ chối lời mời làm việc từ Bộ trưởng Bộ Giáo dục Nhật Bản, với lý do cô có ý định tiếp tục học lên cao nữa.
Businge làm huấn luyện viên công nghệ hàng đầu cho Sáng kiến Nước Toàn cầu (GWWI), dạy phụ nữ và thanh thiếu niên ở Kenya, Tanzania và Uganda cách xây dựng công nghệ bảo tồn và tiếp cận nước. Cô dạy xây dựng các bộ lọc cát sinh học và bể chứa nước. Thông qua tổ chức, Businge đã dạy phụ nữ xây dựng, những người sau đó được ký hợp đồng xây dựng nhà vệ sinh hố cải thiện thông gió.
Businge có một cô con gái và tổ chức chương trình radio Ladies Night, nâng cao nhận thức về tầm quan trọng của việc giáo dục phụ nữ trẻ.